# 3980 Hviezdoslav
3980 Hviezdoslav este un asteroid din centura principală, descoperit pe 4 decembrie 1983 de Antonín Mrkos.